# اس‌آر-۲۵
اس‌آر-۲۵ یک سلاح نیمه‌خودکار است که در سال ۱۹۹۰ میلادی در ایالات متحده تولید شد. شرکت Eugene Stoner طراحی این سلاح را برعهده داشت و کارخانه مهمات‌سازی Knight’s Armament تولید آن را برعهده گرفت.

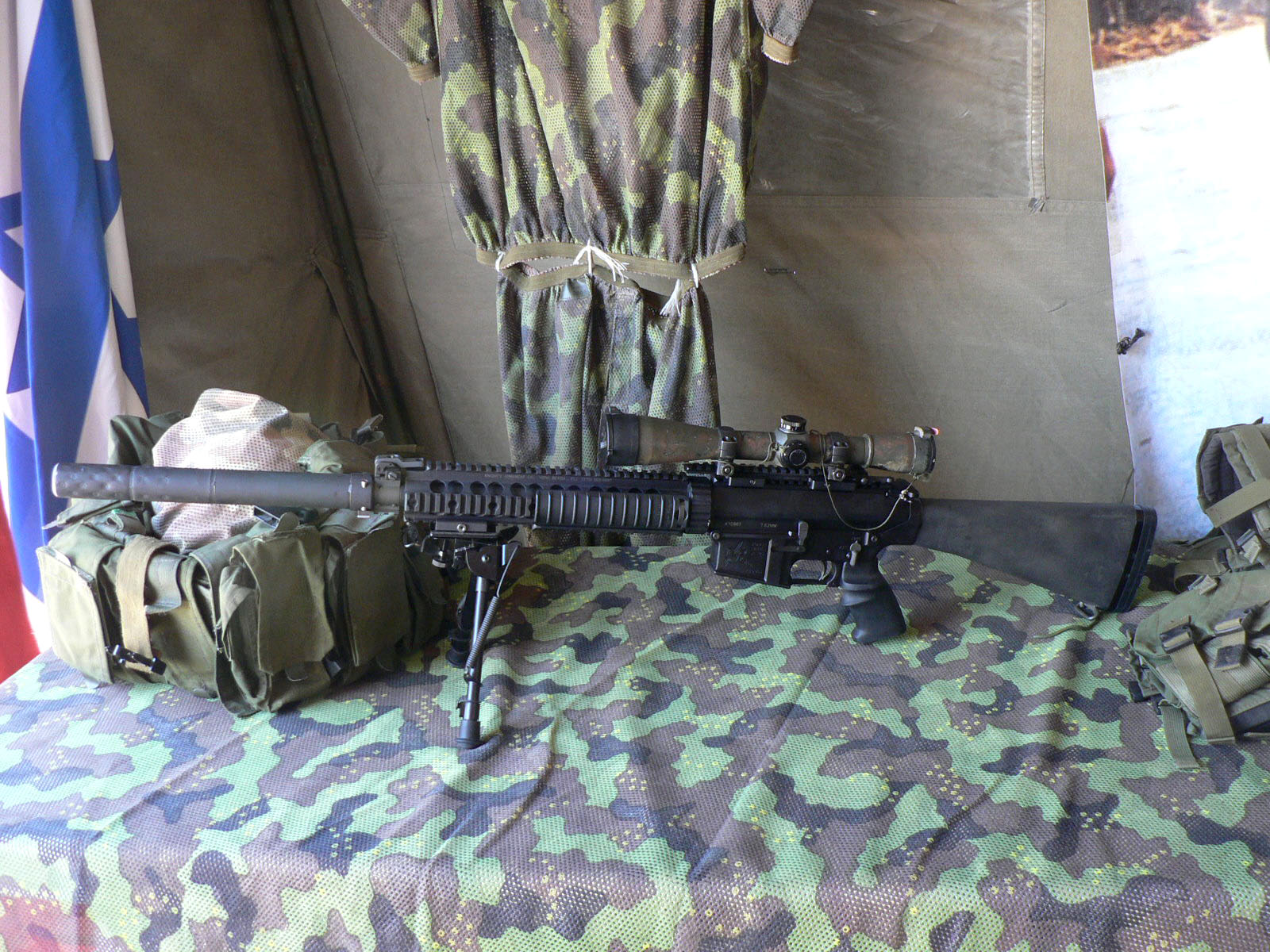

## کاربران
تفنگداران دریایی آمریکا از این سلاح به عنوان اسلحه تک‌تیراندازی استفاده می‌کنند. نیروهای اسرائیل نیز تعدادی از این سلاح‌ها را در اختیار دارند تا پاسخگوی نیازمندیهای خود در رابطه با اجرای آتش مستقیم، سریع و صحیح باشد. در سال ۲۰۰۱، این اسلحه رسماً توسط تمامی واحدهای پیاده نیروهای دفاعی اسرائیل استفاده گردید. ارتش استرالیا نیز اخیراً تعداد زیادی از این سلاح را در عراق، افغانستان و تیمور شرقی استفاده کرده‌است.

## نگارخانه

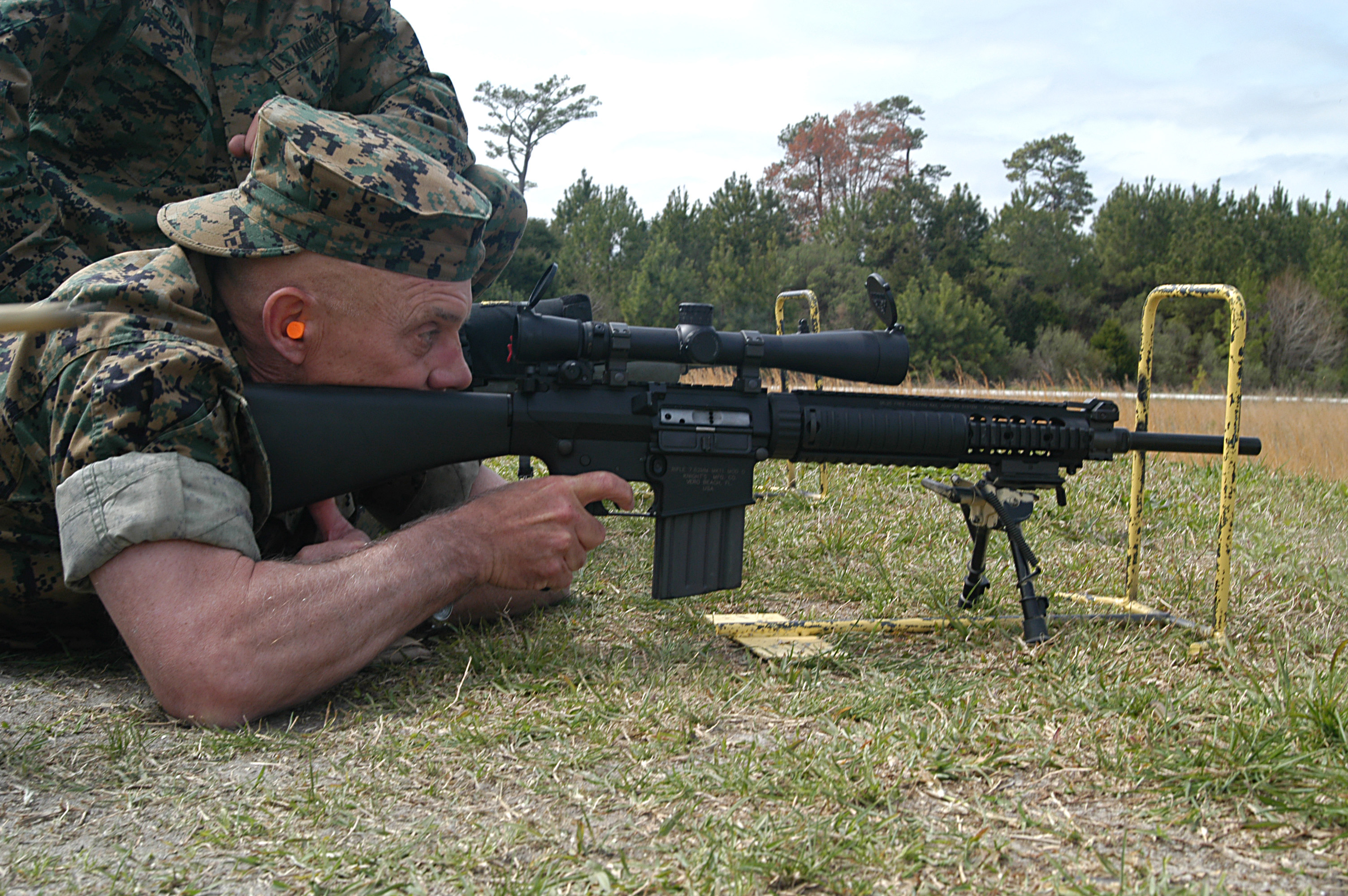
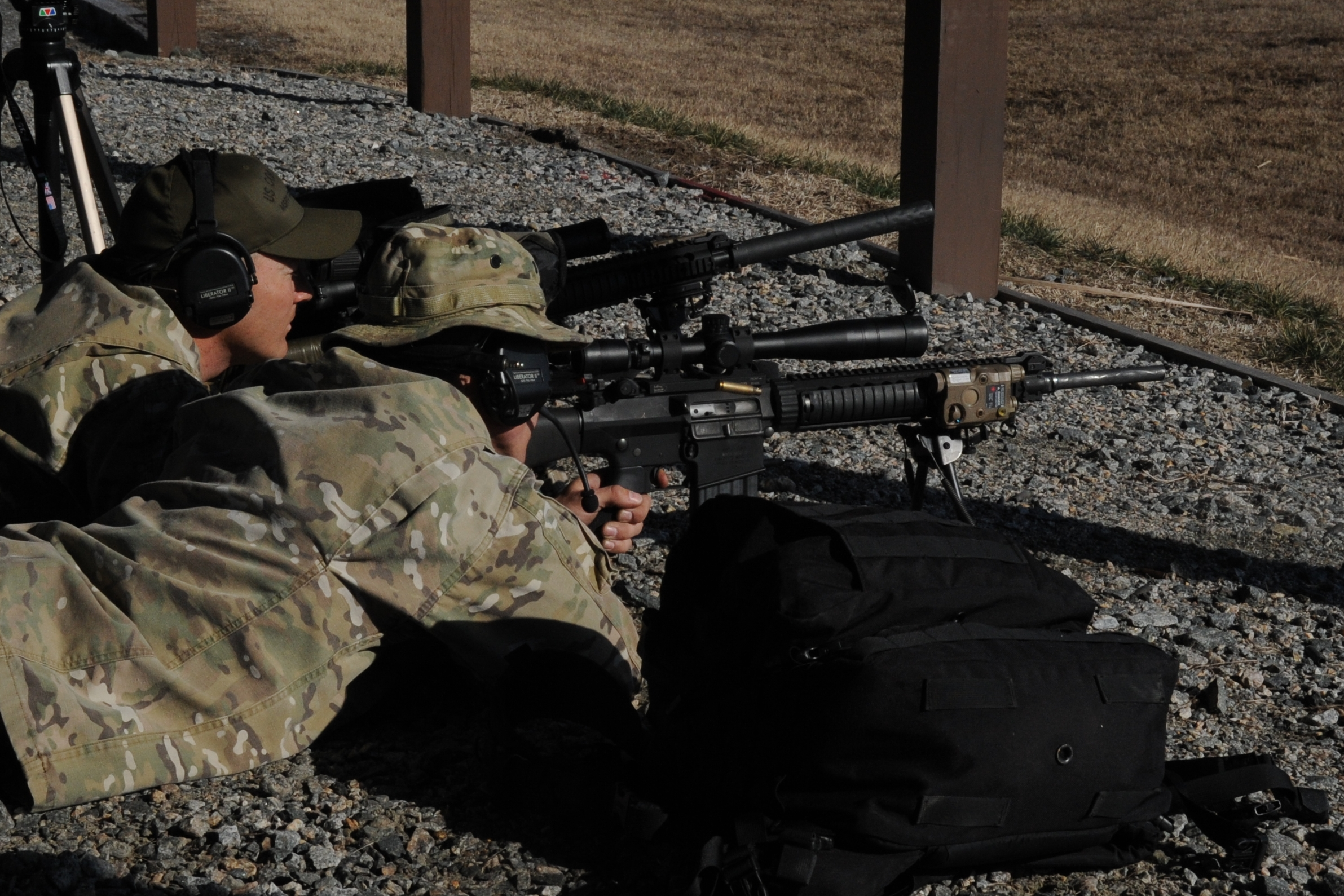
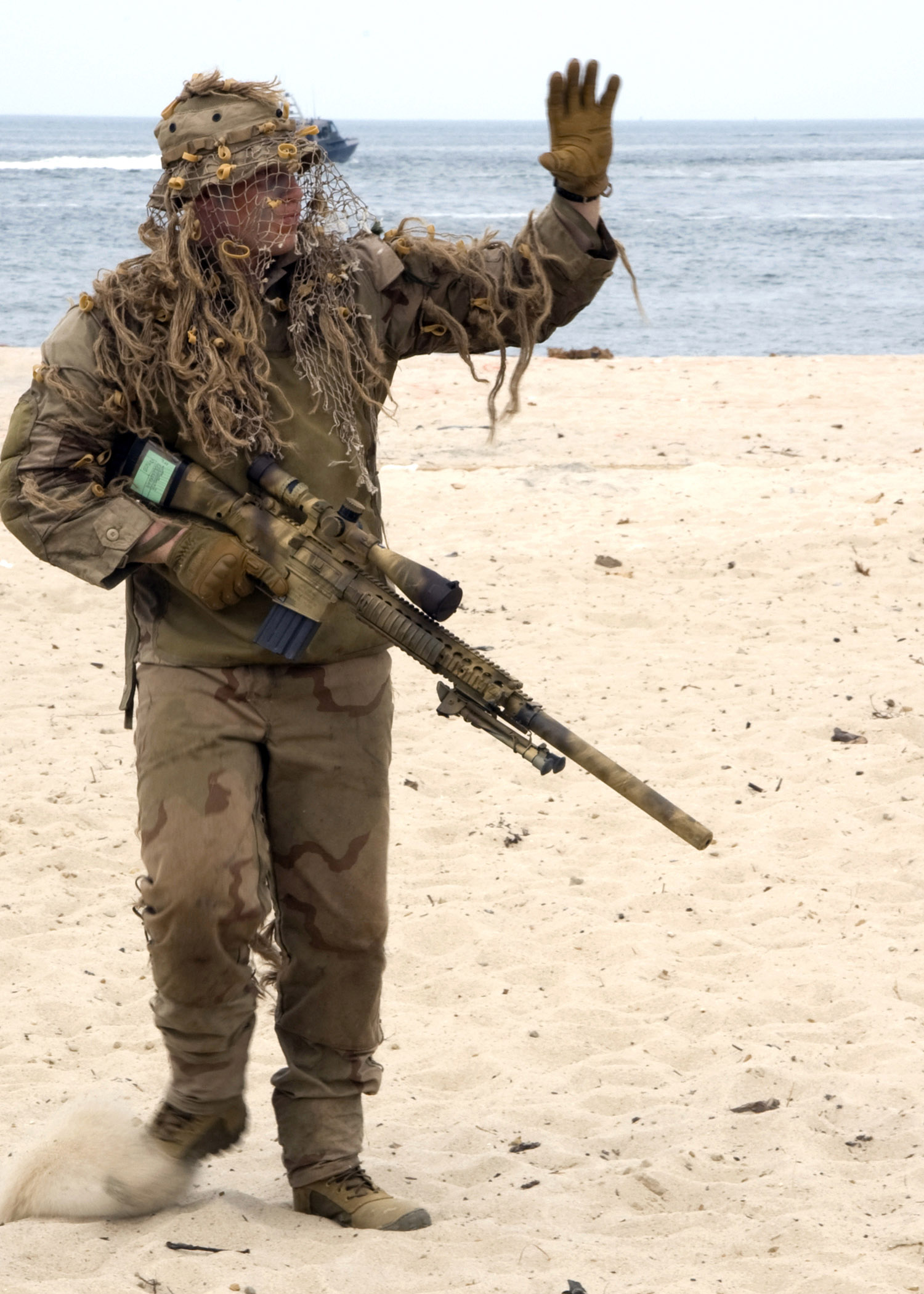

## مشخصات
- وزن:

مدل مَچ: ۸۸/۴ کیلوگرم
مدل مَچ سبک وزن: ۳۱/۴ کیلوگرم
مدل کاربین: ۵۲/۳ کیلوگرم
- طول:

۱۱۱۸ میلی‌متر
- طول لوله:

مدل مَچ: ۶۱۰ میلی‌متر (۲۴ اینچ)
مدل مَچ سبک وزن و اسپورتر: ۵۰۸ میلی‌متر (۲۰ اینچ)
مدل کاربین: ۴۰۶ میلی‌متر (۱۶ اینچ)
- کالیبر:

۷/۶۲ mm
- فشنگ:

۷/۶۲ × ۵۱ mm NATO
- سیستم تغذیه:

خشاب ۵، ۱۰ و ۲۰ فشنگی